# Alyssum corsicum
Alyssum corsicum är en korsblommig växtart som beskrevs av Jean Étienne Duby. Alyssum corsicum ingår i släktet stenörter, och familjen korsblommiga växter. Inga underarter finns listade i Catalogue of Life.